# Ybbsitz
Ybbsitz è un comune austriaco di 3 498 abitanti nel distretto di Amstetten, in Bassa Austria; ha lo status di comune mercato (Marktgemeinde).